# Общий Сырт
О́бщий Сырт — холмисто-увалистая возвышенность (сырт) на юго-востоке Европейской части России и на северо-западе Казахстана. Начинается севернее Прикаспийской низменности, на границе Казахстана и России, несколько западнее Озинок и протягивается в широтном направлении на восток почти на 500 км: на западе — по междуречью притоков Волги и Чижи Второй/Первой, в центре — Волги и Урала), на востоке — полностью переходит в бассейн Волги, отделяя верховья Самары от её среднего течения. На западе границей возвышенности является река Большой Узень, на востоке — река Салмыш, где Общий Сырт граничит с Зилаирским плато. На севере возвышенность граничит с отрогами Бугульминско-Белебеевской возвышенности и Кинельских Яров, на западе — со Средним и Меловым Сыртом.
Сырт делится на восточную и западную территории. По направлению к востоку высота увеличивается, достигая 405 м — гора Медвежий лоб (Арапова гора). Также растет и расчленённость поверхности. У сыртов широтного направления проявляется асимметрия склонов: южные склоны — крутые, северные — пологие. Центральная часть водоразделов имеет полого-увалистую поверхность. Местами встречаются куполообразные останцы — шиханы. Развит карст.
По Общему Сырту проходит водораздел между бассейнами рек Волги и Урала и внутренним бассейном Узеней. Этим и объясняется, по одной из версий (Э. А. Эверсмана), первая часть топонима — «Общий» сырт разделяет воды трёх бассейнов на всём своём протяжении. По другой версии (Э. М. Мурзаева), эта территория долго не заселялась и была ОБЩЕЙ: её использовали под пастбища и казахи, и русские, отсюда и название.
Крупные реки, берущие начало на возвышенности — Камелик, Большой Иргиз, Бузулук, Самара, Ток, Малый и Большой Уран, Салмыш.

## Геоморфология
Геологически и геоморфологически Сырт заметно отличается от Высокого Заволжья, расположенного к северу и северо-востоку от него. Пермские породы, которые находятся в Заволжье на поверхности, в Сырте скрыты под осадочными породами триаса и юры, а в западной части — под морскими неогеновыми отложениями — осадками Акчагыльского моря.
Триасовые отложения расположены южнее водораздела реки Самары, распространяются на юго-восток по северным и западным склонам Общего Сырта (восток Самарской и юго-запад Оренбургской областей). Юрские отложения представлены по водоразделам левого берега реки Самары и верховьям рек Чапаевки и Большой Иргиз, а восточнее в междуречье рек Урал и Самара и южнее. Отложения меловой системы встречаются отдельными участками в западной части Общего Сырта: по рекам Большой Иргиз, Малый Иргиз, и на юге Большечерниговского района Самарской области. Верхний мел туронского яруса обнаруживается по линии Саратов-Уральск. Кампанский ярус представлен в Оренбургской области у сел Старая Белогорка и Новая Белогорка, в верховьях реки Чесноковки. В Заволжье развита неогеновая система, хорошо прослеживающаяся по долинам крупных рек. Массивы плиоцена принадлежат отложениям акчагыльского моря, имеющим место в Сыртовом Заволжье.
Суша в регионе наметилась в палеоценовое время, в верхнемиоценовое время на ней закладываются долины древних рек: Волги, Камы, Самары, Урала, Большого Иргиза. В дальнейшем, при отступлении акчагыльского моря, формируется рельеф, близкий к современному.

## Поверхность
На территории Сырта преобладают чернозёмные почвы, в долинах рек и на водоразделах в южной части встречаются солончаки, на склонах южнее Большого Иргиза представлены каштановые почвы.
Основная форма биоценозов типчаково-ковыльные степи, небольшую территорию на юге занимают пустынные ромашниково- и белополынно-дерновиннозлаковые степи. Учёные насчитывают 1294 вида растений, произрастающих на Сырте, они относятся к 500 родам и 110 семействам, в целом флора региона более бедная, чем в Высоком Заволжье или Правобережье.